# Маркечиця
Маркечиця (словен. Markečica) — поселення в общині Оплотниця, Подравський регіон‎, Словенія.